# WCW WrestleWar
WrestleWar fue un pay-per-view de lucha libre profesional promovido por World Championship Wrestling. Los eventos de 1989 y 1992 fueron en el mes de mayo y los de 1990 y 1991 en el mes de febrero. El primero de los dos WrestleWars estaban bajo la pancarta de NWA.

## Resultados

### 1989
WrestleWar 1989: Music City Showdown tuvo lugar el 7 de mayo de 1989 desde el Auditorio Municipal de Nashville en Nashville, Tennessee.
- The Great Muta (con Gary Hart) derrotó a Doug Gilbert (con Eddie Gilbert) (3:03)
  - Muta cubrió a Doug después de un "Moonsault".
- Butch Reed derrotó a Ranger Ross (6:59)
  - Reed cubrió a Ross después de un "Flying Shoulder Tackle".
- Dick Murdoch derrotó a Bob Orton, Jr. (con Gary Hart) en un Bullrope match (4:54)
  - Murdoch pinned Orton después de un "Elbow Drop".
- The Dynamic Dudes (Shane Douglas y Johnny Ace) derrotaron a The Samoan Swat Team (Samu y Fatu) (con Paul E. Dangerously) (11:02)
  - Douglas cubrió a Fatu después de un "Missile Drop Kick".
- Michael Hayes (con Hiro Matsuda) derrotó a Lex Luger ganando el Campeonato de los Estados Unidos de la NWA (16:06)
  - Hayes cubrió a Luger cuando Terry Gordy empujó a Hayes encima de Luger.
- Sting derrotó a The Iron Sheik (con Rip Morgan) reteniendo el Campeonato Mundial de la Televisión de la NWA (2:12)
  - Sting forzó a Sheik a rendirse con un "Scorpion Deathlock".
- Ric Flair derrotó a Ricky Steamboat ganando el Campeonato Mundial Peso Pesado de la NWA (31:37)
  - Flair cubrió a Steamboat "Inside Cradle".
  - Los jueces especiales en caso de que el combate fuese superior a 1 hora: Terry Funk, Pat O'Connor, Lou Thesz.
- The Road Warriors (Hawk y Animal) (con Paul Ellering) derrotaron a los Campeones Mundiales en Pareja de la NWA The Varsity Club (Mike Rotunda y Steve Williams) (con Kevin Sullivan) (con Nikita Koloff como árbitro especial) por descalificación (6:06)
  - Como resultado, The Varsity Club retuvieron los campeonatos.
- Eddie Gilbert y Rick Steiner (con Missy Hyatt) derrotaron a The Varsity Club (Kevin Sullivan y Dan Spivey) reteniendo el Campeonato de los Estados Unidos en Parejas de la NWA (6:41)
  - Gilbert cubrió a Sullivan con un "Sunset Flip".

### 1990
WrestleWar 1990: Wild Thing tuvo lugar el 25 de febrero de 1990 en el Greensboro Coliseum en Greensboro, Carolina del Norte.
- Kevin Sullivan y Buzz Sawyer derrotaron a The Dynamic Dudes (Shane Douglas y Johnny Ace) (10:15)
  - Sawyer cubrió a Ace.
- Norman the Lunatic derrotó a Cactus Jack (con Kevin Sullivan) (9:33)
  - Norman cubrió a Jack.
- The Rock 'n' Roll Express (Ricky Morton y Robert Gibson) derrotaron a The Midnight Express (Bobby Eaton y Stan Lane) (con Jim Cornette) (19:31)
  - Gibson cubrió a Lane.
- The Road Warriors (Hawk y Animal) (con Paul Ellering) derrotaron a The Skyscrapers (Mark Callous y The Masked Scyscraper) (con Teddy Long) en un Chicago Street Fight (4:59)
  - Hawk cubrió a The Masked Scyscraper.
- Brian Pillman y Tom Zenk derrotaron a The Freebirds (Jimmy Garvin y Michael Hayes) reteniendo el Campeonato en Parejas de los Estados Unidos de la WCW (24:32)
  - Pillman cubrió a Garvin.
- Los Steiner Brothers (Rick y Scott) derrotaron a Ole Anderson y Arn Anderson reteniendo el Campeonato Mundial en Parejas de la WCW (16:05)
  - Rick cubrió a Ole.
- Ric Flair (con Woman) derrotó a Lex Luger (con Sting) por cuenta de 10 para retener el Campeonato Mundial Peso Pesado de la WCW (38:08)
  - Luger permaneció fuera del ring por más de 10 segundos, por lo que Flair ganó el combate.

### 1991
WrestleWar 1991: WarGames tuvo lugar el 24 de febrero de 1991 desde el Arizona Veterans Memorial Coliseum en Phoenix, Arizona. Este fue el primer PPV después de que la WCW dejara la NWA.
- Dark match: Ultraman y Eddie Guerrero derrotaron a Huichol y Rudy Boy González (7:39)
  - Guerrero cubrió a Rudy.
- The Junkyard Dog, Ricky Morton y Tommy Rich derrotaron a The State Patrol (Lt. James Earl Wright y Sgt. Buddy Lee Parker) y Big Cat para retener los WCW World Six-Man Tag Team Championship (9:54)
  - Morton cubrió a Parker.
- Bobby Eaton derrotó a Brad Armstrong (12:51)
  - Eaton cubrió a Armstrong después de un "Alabama Jam".
- Itsuki Yamazaki y Mami Kitamura derrotaron a Miki Handa y Miss A (6:47)
  - Yamazaki cubrió a A con un "Roll-up".
- Dusty Rhodes derrotó a Buddy Landell (6:33)
  - Rhodes cubrió a Landell después de un "Bulldog".
- The Southern Boys (Tracy Smothers y Steve Armstrong) derrotaron a Rip Morgan y Jack Victory (12:05)
  - Smothers cubrió a Morgan.
- Terrence Taylor (con Alexandra York) derrotó a Tom Zenk en un No Disqualification match (10:59)
  - Taylor cubrió a Zenk con un "Roll-up".
- Stan Hansen y Big Van Vader fueron descalificados (6:21)
  - Ambos hombres fueron descalificados después de que tiraran al árbitro Pee-Wee Anderson fuera del ring.
- Lex Luger derrotó a Dan Spivey reteniendo el Campeonato de los Estados Unidos de la WCW (12:52)
  - Luger cubrió a Spivey con un "Inside cradle".
- The Freebirds, (Jimmy Garvin y Michael Hayes) (con Diamond Dallas Page y Big Daddy Dink) derrotaron a Doom (Butch Reed y Ron Simmons) (con Teddy Long) ganando el Campeonato Mundial en Parejas de la WCW (6:56)
  - Garvin cubrió a Simmons.
- The Four Horsemen (Ric Flair, Barry Windham, Sid Vicious) y Larry Zbyszko (con Arn Anderson) derrotaron a Sting, Brian Pillman y los Steiner Brothers (Rick y Scott) por DQ en un WarGames match (21:50)
  - The Four Horsemen ganaron cuando Pillman quedó inconsciente después de un "Powerbomb" mal hecha por Vicious, haciendo que El Gigante irrumpiese y atacase a Vicious para así detener el combate y poder atender a Pillman.

### 1992
WrestleWar 1992: WarGames tuvo lugar el 17 de mayo de 1992 desde el Jacksonville Memorial Coliseum en Jacksonville, Florida.
- Diamond Dallas Page y Thomas Rich derrotaron a Bob Cook y Firebreaker Chip (8:05)
  - Page cubrió a Cook.
- The Freebirds (Jimmy Garvin y Michael Hayes) derrotaron a Terry Taylor y Greg Valentine y ganaro el Campeonato en Parejas de los Estados Unidos de WCW (16:02)
  - Garvin cubrió a Taylor después de un "DDT".
- Johnny B. Badd derrotó a Tracy Smothers (7:03)
  - Badd cubrió a Smothers después de un "Kiss That Don't Miss".
- Scotty Flamingo derrotó a Marcus Bagwell (7:11)
  - Flamingo cubrió a Bagwell con un "Roll-up".
- Ron Simmons derrotó a Mr. Hughes (5:22)
  - Simmons cubrió a Hughes después de un "Spinebuster" y un "Chop Block".
- The Super Invader (con Harley Race) derrotó a Todd Champion (5:26)
  - Invader cubrió a Champion después de un "Crucifix Powerbomb".
- Big Josh derrotó a Richard Morton (7:33)
  - Josh cubrió a Morton después de un "Northern Exposure".
- Brian Pillman derrotó a Tom Zenk para retener el Campeonato Peso Ligero de la WCW (15:30)
  - Pillman cubrió a Zenk después de que Zenk fallara un "Missile Dropkick".
- The Steiner Brothers (Rick y Scott) derrotaron a Tatsumi Fujinami y Takayuki Iizuka y ganaron una oportunidad por el Campeonato en Parejas de IWGP
  - Rick cubrió a Iizuka después de un "Belly-to-Belly Suplex" desde la tercera cuerda.
  - El Campeonato Mundial en Parejas de la WCW de The Steiner Brothers no estuvo en juego.
- Sting, Barry Windham, Dusty Rhodes, Ricky Steamboat y Nikita Koloff derrotaron a The Dangerous Alliance ("Stunning" Steve Austin, Rick Rude, Arn Anderson, Bobby Eaton y Larry Zbyszko) (con Paul E. Dangerously y Madusa) en un WarGames Match (23:27)[1]
  - Sting forzó a Eaton a rendirse con un "Armbar" después de que Zbyszko golpeara accidentalmente a Eaton con un esquinero del ring.